# 广西落檐
广西落檐（学名：Schismatoglottis calyptrata）又名过山龙（广西隆林），为天南星科落檐属的植物。分布在东南亚至太平洋以及中国大陆的广西自治区等地，生长于海拔740米至880米的地区，一般生长在热带密林中和石上，目前尚未由人工引种栽培。